# Фудбалски савез Источне Немачке
Фудбалски савез Источне Немачке, је од 1958. године био фудбалски савез Демократске Републике (Источне) Немачке, који је управљао фудбалом и фудбалском репрезентацијом Источне Немачке до 1990. године пре него што се поново придружио Немачком фудбалском савезу (ДФБ), који је основан 1900. године. ДФВ је распуштен 20. новембра 1990. у Лајпцигу и на његовом месту формиран је Фудбалски савез североисточне Немачке који се истог дана и на истој локацији придружио Немачком фудбалском савезу, неколико недеља након што је сама Источна Немачка престала да постоји поновним уједињењем Немачке. 3. октобра 1990.

### Председници
| Бр. | Име                    | Период    | Белешке |
| --- | ---------------------- | --------- | ------- |
| 1   | Фриц Гедике            | 1952–1953 | [ 2 ]   |
| 2   | Хајнц Шебел            | 1953–1958 | [ 2 ]   |
| 3   | Курт Штоф              | 1958–1961 | [ 2 ]   |
| 4   | Хелмут Ридел           | 1961–1976 | [ 2 ]   |
| 5   | Гинтер Шнајдер         | 1976–1983 | [ 2 ]   |
| 6   | Гинтер Хербах          | 1983–1990 | [ 2 ]   |
| 7   | Ханс Георг Молденхауер | 1990      | [ 2 ]   |